# Mellbimbóingerlés

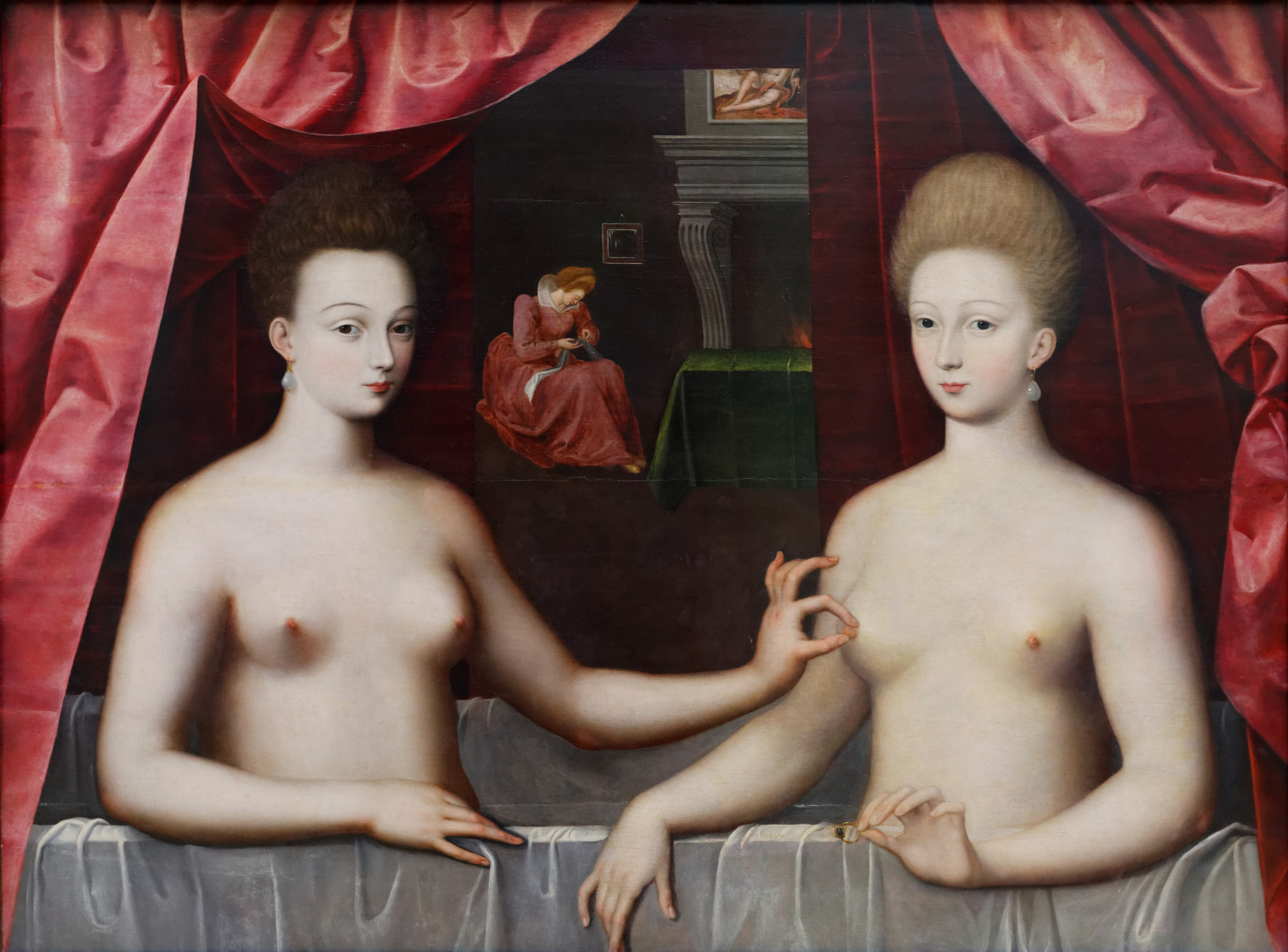
Gabrielle d'Estrées durva mellbimbóját húga, Villars hercegnője csipkedi, 1600 körül

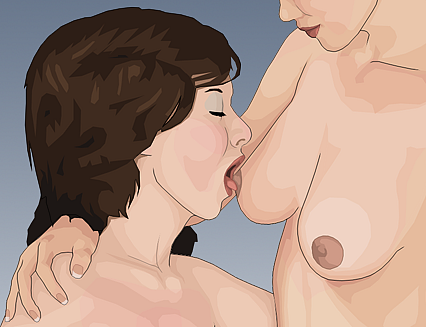
Mellbimbó ingerlése orálisan

A mellbimbóingerlés a mell ingerlése, ami történhet szoptatással, szexuális tevékenységgel vagy közvetett, nem szexuális jellegű válaszreakcióval. A szexuális tevékenység részeként a gyakorlatot bármely nemű vagy szexuális irányultságú személyen vagy személyek végezhetik. Történhet ujjakkal, szájon át, például szopással vagy nyalogatással, valamint tárgy használatával.
A mellbimbó ingerlése szexuális izgalmat okozhat, és a merev mellbimbó az egyén szexuális izgalmát jelezheti. Felnőtt nők és férfiak arról számolnak be, hogy a mell ingerlése szexuális izgalom kiváltására és fokozására egyaránt használható, és néhány nő arról számol be, hogy a mellbimbó ingerlésével orgazmust él át.

## Fejlődés és anatómia
A férfi és a női mellek, a bimbóudvar és a mellbimbók hasonlóan fejlődnek a magzatban és a csecsemőkorban. A pubertáskorban a férfi mellek kezdetlegesek maradnak, de a női mellek tovább fejlődnek, főként az ösztrogén és a progeszteron jelenlétének köszönhetően, és sokkal érzékenyebbek lesznek, mint a férfiaké. A kisebb női mellek azonban érzékenyebbek, mint a nagyobbak.

## Fiziológiai válasz
A mellek, és különösen a mellbimbók erogén zónák. A mellbimbó ingerlése szexuális izgalmat eredményezhet, és a merev mellbimbó az egyén szexuális izgalmának indikátora lehet. Az egyén szexuális partnere erotikusan izgatónak találhatja az ilyen merevedést. 2006-ban egy felmérés szerint a fiatal nők mintegy 82%-ánál és a fiatal férfiak 52%-ánál a mellbimbó közvetlen ingerlése szexuális izgalmat vált ki vagy fokozza azt, és csak 7-8%-uk számolt be arról, hogy ez csökkentette az izgalmukat.
A nők mellbimbóinak a szopásból eredő stimulációja, beleértve a szoptatást is, elősegíti az oxitocin és a prolaktin termelődését és felszabadulását. Amellett, hogy anyai érzéseket kelt, csökkenti a nő szorongását és növeli a kötődés és a bizalom érzését. Az oxitocin a szexuális izgalommal és a párkapcsolati kötődéssel van kapcsolatban, de a kutatók véleménye megoszlik arról, hogy a szoptatás általában szexuális érzéseket vált-e ki. A szexuális izgalom vagy a szoptatás során bekövetkező mellbimbó erekciót az oxitocin felszabadulása okozza, a mellbimbó erekciója a simaizomzat összehúzódásának köszönhető a vegetatív idegrendszer irányítása alatt, és a pilomotoros reflex terméke, amely a libabőrt okozza.
Kevés nő számol be arról, hogy orgazmust él át a mellbimbó stimulációjától. 2011-ben Komisaruk és munkatársai funkcionális mágneses rezonancia (fMRI) kutatását megelőzően a mellbimbó stimulációról szóló beszámolók a mellbimbó stimulációjától orgazmust elérő nőkről kizárólag anekdotikus bizonyítékokra támaszkodtak. Komisaruk tanulmánya volt az első, amely feltérképezte a női nemi szerveket az agy érzékszervi részén; azt jelzi, hogy a mellbimbóból származó érzés az agynak ugyanabba a részébe jut el, mint a hüvelyből, a csiklóból és a méhnyakból származó érzések, és hogy ezek a jelentett orgazmusok a mellbimbó stimulációja által kiváltott nemi orgazmusok, és közvetlenül a nemi érzékelő kéreghez ("az agy nemi területéhez") kapcsolódhatnak.

## Pszichológiai válasz
Tanulmányok kimutatták, hogy a mellbimbó erekciója jelentősen befolyásolhatja az emberek nőkkel kapcsolatos megítélését és viselkedését. Egy nemrégiben készült pszichológiai tanulmány szerint a mellbimbó erekciója befolyásolhatja az emberek véleményét egy nő intelligenciájáról, erkölcsösségéről és szexualitásáról. Egy másik tanulmány szerint a férfiak hajlandóbbak segíteni az erekciós mellbimbóval rendelkező nőknek, ami arra utalhat, hogy a férfiak szexuálisan vonzóbbnak és megközelíthetőbbnek tartják a mellbimbó erekcióval rendelkező nőket.

## Lásd még
- Mellfetisizmus
- Összehúzódási stresszteszt
- Erotikus szoptatás
- Emlős közösülés
- Mellbimbócsipesz